# Spiknutí dýk
Spiknutí dýk (francouzsky conspiration des poignards), též Spiknutí v opeře (complot de l'Opéra) je ve francouzských dějinách označení pro pokus o atentát na Napoleona Bonaparta. Jakobínští spiklenci byli odhaleni 18. vendemiairu roku IX (10. října 1800) v Pařížské opeře, kde byli zadrženi dva muži ozbrojení dýkami. Konkrétní motivy jakobínů k odstranění Napoleona nejsou zcela jasné, pravděpodobně jej považovali za ohrožení revoluce a republiky.

## Průběh
Spiklenci chtěli zaútočit na Napoleona ve večerních hodinách 10. října 1800 při jeho odchodu z opery.
Jeden z kompliců, jistý Harel, byl ve spojení s policií, které vyzradil, že čtyři ozbrojení muži uspořádají atentát na prvního konzula. Tak byli přímo na místě zadrženi Joseph-Antoine Aréna a Dominique Demerville, bývalý člen Výboru pro veřejné blaho. Ostatní údajní spiklenci byli zatčeni doma. Podle moderní historiografie byl Harel policejní agent provokatér.
Po zatčení byli spiklenci uvězněni v Templu. Po nezdařeném atentátu na Napoleona z 24. prosince 1800 byli členové jakobínského „Spiknutí dýk“, jak uváděly tehdejší úřady, postaveni před trestní soud departementu Seine. Čtyři z nich byli odsouzeni k trestu smrti 19. nivôse roku IX (9. ledna 1801) a popraveni 30. ledna.

## Účastníci
Členy spiknutí byli:
- rotmistr Joseph Antoine Aréna, bratr Barthélémyho Arény, který měl pobodat Napoleona během Brumairového převratu
- Dominique Demerville, bývalý Barèrův tajemník
- Giuseppe Ceracchi, sochař a římský povstalec, jeden ze zakladatelů Římské republiky roku 1798
- François Topino-Lebrun, malíř, žák Jacquese Louise Davida a soudce revolučního tribunálu
- Joseph Diana, římský povstalec, notář
- Armand Daiteg, sochař
- Denis Lavigne, obchodník
- Madeleine Fumey, Demervillova kuchařka či milenka